# Der Rodelzigeuner
Der Rodelzigeuner ist eine Operette in drei Akten des Komponisten Josef Snaga; für das Libretto zeichnete Leo Kastner (Pseudonym für Christian Eckelmann) verantwortlich. Seine Uraufführung erlebte dieses Werk 1910 in Berlin.

## Handlung
Erster Akt – Hotelvestibül
Wegen seines wilden und furchtlosen Rodelns wird Winko von Veröszy in ganz St. Moritz und Umgebung „der Rodelzigeuner“ genannt. Nun soll Veröszy auf Wunsch eines Onkels Iwo den Urlaub abbrechen und zurück nach Galizien auf den Starostenhof kommen. Iwo Satowitsch will seinem Enkel den Gutshof vererben und zusätzlich noch eine Million in bar; einzige Bedingung des Erblassers ist eine Heirat innerhalb von zwei Jahren.
Diese Frist ist nun beinahe verstrichen, als Veröszy in St. Moritz die Hofopernsängerin Wanda kennenlernt und sich in sie verliebt. Anstatt zu seinem Onkel zu reisen, will Veröszy seine Wanda heiraten. Um sich ihrer Liebe sicher zu sein, hatte er Wanda die bevorstehende Erbschaft verschwiegen.
Seine zukünftige Schwiegermutter Eulalia nennt sich zwar „Doktor“, ist aber nur eine Hühneraugenoperateurin und Witwe eines Friseurs. Über Eulalia versucht Wandas Agent Degenhardt die Sängerin zu einer lukrativen USA-Tournee zu bewegen – mit der Bedingung einer sofortigen Abreise.
Wanda liebt zwar Winko, folgt aber dann doch den Bitten ihrer Stiefmutter und reist ab. Sie lässt ihre Hochzeit platzen und schreibt ihrem Bräutigam einen erklärenden Brief. Nach der Abreise Wandas erfährt Eulalia zufällig vom Millionenerbe und stellt sich sofort als Braut zur Verfügung. Winko – immer noch fassungslos über das Verschwinden seiner Braut – willigt ein.
Dieser ernsten Beziehung steht als Gegenpol das Liebespaar Pepi Willner und Gustav von Neuhoff gegenüber. Die ganze Szenerie des ersten Aktes wird durch sportliche Frauen und Männer belebt und interessierte Touristen aus England und Frankreich zeugen von einem modernen Wintersportort.
Zweiter Akt – Saal im Satowitschen Gutshof in Galizien
Winko und seine Ehefrau Eulalia wohnen nun auf dem ererbten Gutshof; begleitet werden sie dabei von ihrem Urlaubsfreund Neuhoff. Da laut Testament die Ehefrau auch jung und hübsch zu sein hat, versteckt Winko seine Eulalia vor seinem Onkel. Bei den wenigen Zusammenkünften tritt Eulalia immer verschleiert auf. Onkel Iwo wird deshalb immer misstrauischer, da er sich das Verhalten Eulalias nicht erklären kann.
Eulalia hat inzwischen Iwo als ihren Geliebten aus der Jugendzeit wiedererkannt und will sich im Séparée mit ihm aussprechen. Nun erscheint Wanda, die aus Reue ihre Tournee doch nicht angetreten hatte, auf dem Gutshof. Um ihren Bräutigam zu prüfen, hat sie sich als Zigeuner verkleidet. Winko hat den von ihr verfassten Brief nie gelesen und als er die Verkleidete erkennt, schleudert er ihr „Dirne“ entgegen.
Wanda taumelt und sinkt ohnmächtig ihrer Mutter in die Arme, welche sich ob des Lärms bei ihrem Tête-à-tête mit Iwo ertappt fühlte. Inzwischen ist Pepi auf der Suche nach ihrem Geliebten auf dem Gutshof eingetroffen. Als sie Onkel Iwo vorgestellt wird, stellt sich heraus, dass sie seine Nichte ist, von der niemand wusste.
Durch verschieden drollige Szenen – und auch Dialoge – soll sich die ernste Handlung nicht ins Tragische wandeln.
Dritter Akt – Wintergarten im Gutshof
Die resolute Pepi beginnt nun die Situation zu ordnen. Als erstes versöhnt sie Winko mit Wandsa. Gemeinsam mit Eulalia überzeugt sie Iwo, dass Wanda seine und Eulalias Tochter sei. Dieses späte Glück vor Augen macht Iwo Eulialia sofort einen Heiratsantrag.
Bei der Durchsicht der Bücher in der Gutsverwaltung erfährt Pepi, dass Onkel Iwo vor Jahren schon eine Million für seine verschollene Tochter ausgelobt hatte. Trickreich und mit Unterstützung aller beweist Pepi nun mittels verschiedener Schriftstücke, dass sie die verloren geglaubte Tochter sei.
Sie bekommt sofort das Geld zugesprochen, verzichtet aber zugunsten ihres Freundes Gustav. Dieser hatte in den Anfängen ihrer Beziehung geschworen, Pepi erst zu ehelichen, wenn er Millionär geworden ist.
Nun ist Friede eingekehrt auf dem Gutshof und die drei glücklichen Paare beginnen mit den Vorbereitungen zur großen Hochzeitsfeier.